# Europese kampioenschappen inlineskaten 2008
De Europese kampioenschappen inlineskaten 2008 werden van 21 juli tot 27 juli gehouden in Gera, Duitsland. Dit was verdeeld over wedstrijden op de piste van 21 tot 23 juli en op de weg van 25 tot 27 juli.
Het was de negentiende editie van het Europees kampioenschap sinds de invoering van de huidige inline-skates. Het toernooi vond tweemaal eerder plaats in Duitsland, maar nog niet eerder in Gera.
Bij de mannen wisten de Fransmannen Yann Guyader en Alexis Contin in totaal drie gouden medailles te behalen. Bij de vrouwen was deze eer voor de Duitse thuisrijdster Sabine Berg en de Italiaanse Erika Zanetti.

## Programma
Hieronder is het programma weergegeven voor dit toernooi.
| Piste   | Piste                               | Piste                               |
| Datum   | Mannen                              | Vrouwen                             |
| ------- | ----------------------------------- | ----------------------------------- |
| 21 juli | 300m Time trial 10000m Punt + afval | 300m Time trial 10000m Punt + afval |
| 22 juli | 1000m Sprint 15000m Afvalkoers      | 1000m Sprint 10000m Afvalkoers      |
| 23 juli | 500m Sprint 3000m Aflossing         | 500m Sprint 3000m Aflossing         |

| Weg     | Weg                                            | Weg                                            |
| Datum   | Mannen                                         | Vrouwen                                        |
| ------- | ---------------------------------------------- | ---------------------------------------------- |
| 25 juli | 200m Time trial 20000m Afvalkoers              | 200m Time trial 15000m Afvalkoers              |
| 26 juli | 500m Sprint 10000m Puntenkoers 5000m Aflossing | 500m Sprint 10000m Puntenkoers 5000m Aflossing |
| 27 juli | Marathon                                       | Marathon                                       |

## Medailleverdeling

### Mannen
| Piste                | Piste                                               | Piste                                                | Piste                                                      |
| Afstand              | Goud ·                                              | Zilver ·                                             | Brons ·                                                    |
| -------------------- | --------------------------------------------------- | ---------------------------------------------------- | ---------------------------------------------------------- |
| 300m Time trial      | Wouter Hebbrecht                                    | Gregorio Duggento                                    | Nicolas Pelloquin                                          |
| 500m Sprint          | Julien Despaux                                      | Thomas Boucher                                       | Florian Leveufre                                           |
| 1000m Sprint         | Thomas Boucher                                      | Alexis Contin                                        | Claudio Naselli                                            |
| 10.000m Punt. +afval | Fabio Francolini                                    | Yann Guyader                                         | Francisco Jose Peula                                       |
| 15.000m Afvalkoers   | Yann Guyader                                        | Fabio Francolini                                     | Francesco Zangarini                                        |
| 3000m Aflossing      | Frankrijk Alexis Contin Julien Despaux Yann Guyader | Nederland Sjoerd Huisman Michel Mulder Ronald Mulder | Spanje Garikoitz Lerga Fernando Mejia Francisco Jose Peula |

| Weg                 | Weg                                                           | Weg                                            | Weg                                                      |
| Afstand             | Goud ·                                                        | Zilver ·                                       | Brons ·                                                  |
| ------------------- | ------------------------------------------------------------- | ---------------------------------------------- | -------------------------------------------------------- |
| 200m Time trial     | Wouter Hebbrecht                                              | Gregorio Duggento                              | Simone Bellia                                            |
| 500m Sprint         | Alexis Contin                                                 | Matthias Schwierz                              | Ronald Mulder                                            |
| 10.000m Puntenkoers | Julien Sourisseau                                             | Yann Guyader                                   | Davide Amabili                                           |
| 20.000m Afvalkoers  | Alexis Contin                                                 | Yann Guyader                                   | Alessandro Gherardi                                      |
| 42.195m Marathon    | Yann Guyader                                                  | Garikoitz Lerga                                | Diogo Marreiros                                          |
| 5000m Aflossing     | Frankrijk Benjamin Douchin Florian Leveufre Nicolas Pelloquin | België Ferre Spruyt Maarten Swings Kwinten Tas | Duitsland Felix Rijhnen Matthias Schwierz Nico Wieduwilt |

### Vrouwen
| Piste                 | Piste                                              | Piste                                                        | Piste                                                     |
| Afstand               | Goud ·                                             | Zilver ·                                                     | Brons ·                                                   |
| --------------------- | -------------------------------------------------- | ------------------------------------------------------------ | --------------------------------------------------------- |
| 300m Time trial       | Nicoletta Falcone                                  | Sheila Posada                                                | Erika Zanetti                                             |
| 500m Sprint           | Erika Zanetti                                      | Maria Laura Orru                                             | Sheila Posada                                             |
| 1000m Sprint          | Nicoletta Falcone                                  | Elma de Vries                                                | Sabine Berg                                               |
| 10.000m Punt. + afval | Simona di Eugenio                                  | Laetitia le Bihan                                            | Nadine Gloor                                              |
| 10.000m Afvalkoers    | Aurélie Duchemin                                   | Simona di Eugenio                                            | Cinzia Ponzetti                                           |
| 3000m Aflossing       | Italië Silvia Caglio Cinzia Ponzetti Erika Zanetti | Frankrijk Laetitia le Bihan Aurélie Duchemin Justine Halbout | Nederland Mariska Huisman Bianca Roosenboom Elma de Vries |

| Weg                 | Weg                                            | Weg                                                     | Weg                                              |
| Afstand             | Goud ·                                         | Zilver ·                                                | Brons ·                                          |
| ------------------- | ---------------------------------------------- | ------------------------------------------------------- | ------------------------------------------------ |
| 200m Time trial     | Erika Zanetti                                  | Nicoletta Falcone                                       | Maria Laura Orru                                 |
| 500m Sprint         | Desire Contenti                                | Erika Zanetti                                           | Nicoletta Falcone                                |
| 10.000m Puntenkoers | Sabine Berg                                    | Arianna Arcidiacono                                     | Elma de Vries                                    |
| 15.000m Afvalkoers  | Laura Lardani                                  | Giovanna Turchiarelli                                   | Cindy Etonne                                     |
| 42.195m Marathon    | Sabine Berg                                    | Justine Halbout                                         | Giovanna Turchiarelli                            |
| 5000m Aflossing     | Duitsland Sabine Berg Jana Gegner Tina Strüver | Frankrijk Aurélie Duchemin Cindy Etonne Justine Halbout | Spanje Lorena Iglesias Sheila Posada Irene Reyes |

### Medaillespiegel
| Plaats | Land        | Goud | Zilver | Brons | Totaal |
| 1      | Frankrijk   | 10   | 9      | 3     | 22     |
| 2      | Italië      | 9    | 9      | 10    | 28     |
| 3      | Duitsland   | 3    | 1      | 2     | 6      |
| 4      | België      | 2    | 1      | 0     | 3      |
| 5      | Spanje      | 0    | 2      | 4     | 6      |
| 6      | Nederland   | 0    | 2      | 3     | 5      |
| 7      | Portugal    | 0    | 0      | 1     | 1      |
| 7      | Zwitserland | 0    | 0      | 1     | 1      |
| Totaal | Totaal      | 24   | 24     | 24    | 72     |

Pico 1989 · 
Inzell 1990 · 
Pineto 1991 · 
Acireale 1992 · 
Valence d'Agen 1993 · 
Pamplona 1994 · 
Praia da Vitória 1995 · 
Saint-Brieuc 1996 · 
Roseto 1997 · 
Coulaines 1998 · 
Zandvoorde 1999 · 
Latina 2000 · 
Paços de Ferreira 2001 · 
Valence d'Agen 2002 · 
Padua 2003 · 
Heerde/Groningen 2004 · 
Juterborg 2005 · 
Cassano d'Adda 2006 · 
Oporto 2007 · 
Gera 2008 · 
Oostende 2009 · 
San Benedetto del Tronto 2010 ·
Heerde/Zwolle 2011 · 
Szeged 2012 · 
Almere 2013 · 
Geisingen 2014 · 
Wörgl/Innsbruck 2015 ·
Heerde/Steenwijk 2016 · 
Lagos 2017 · 
Oostende 2018 · 
Pamplona 2019 · 
Canelas 2021 · 
L'Aquila 2022 · 
Valence d'Agen 2023 · 
Oostende 2024